# Elecciones estatales de Hamburgo de 2001
Las elecciones estatales de Hamburgo de 2001 se llevaron a cabo el 23 de septiembre de 2001, para elegir a los miembros del Parlamento de Hamburgo. 

## Resultados
| Partido | Partido                                         | Votos   | Porcentaje de votos | Escaños  | Porcentaje de escaños |
| ------- | ----------------------------------------------- | ------- | ------------------- | -------- | --------------------- |
|         | Partido Socialdemócrata de Alemania (SPD)       | 310,362 | 36.5% (+0.3)        | 46 (-8)  | 38.0%                 |
|         | Unión Demócrata Cristiana de Alemania (CDU)     | 223,015 | 26.2% (-4.5)        | 33 (-13) | 27.3%                 |
|         | Partei Rechtsstaatlicher Offensive (Schill)     | 165,421 | 19.4% (+19.4)       | 25 (+25) | 20.7%                 |
|         | Lista Alternativa Verde (GAL)                   | 72,771  | 8.6% (-5.3)         | 11 (-10) | 9.1%                  |
|         | Partido Democrático Libre (FDP)                 | 43,214  | 5.1% (+1.6)         | 6 (+6)   | 5.0%                  |
|         | Arcoiris - Por una nueva Izquierda (Regenbogen) | 14.247  | 1.7% (+1.7)         | 0 (+0)   | 0.0%                  |
|         | Otros                                           | 21,638  | 2.5% (-13.2)        | 0        | 0.0%                  |
| Total   | Total                                           | 850,398 | 100.0%              | 121      | 100.0%                |

## Post-elección
Ole von Beust (CDU) fue capaz de formar una polémica coalición gubernamental con el centroderechista liberal FDP y el derechista Partido Schill de Ronald Schill, de ideología conservadora y populista. Fue elegido como primer alcalde en lugar de Ortwin Runde (SPD), que había sido alcalde desde 1997.